# Elihu B. Washburne
Elihu Benjamin Washburne (ur. 23 września 1816 w Livermore, zm. 23 października 1887 w Chicago) – amerykański polityk.
W latach 1853–1869 był członkiem Izby Reprezentantów Stanów Zjednoczonych jako przedstawiciel stanu Illinois. Przez dwanaście dni (od 5 do 16 marca 1869) pełnił funkcję sekretarza stanu w gabinecie prezydenta Ulyssesa Granta. W latach 1869–1877 był ambasadorem w Paryżu.